# Gmina Fojnica
Gmina Fojnica (boś. Općina Fojnica) – gmina w Bośni i Hercegowinie, w kantonie środkowobośniackim. W 2013 roku liczyła 12 356 mieszkańców.